# Lijst van personen overleden in maart 2012
Dit is een lijst van bekende personen die zijn overleden in maart 2012.

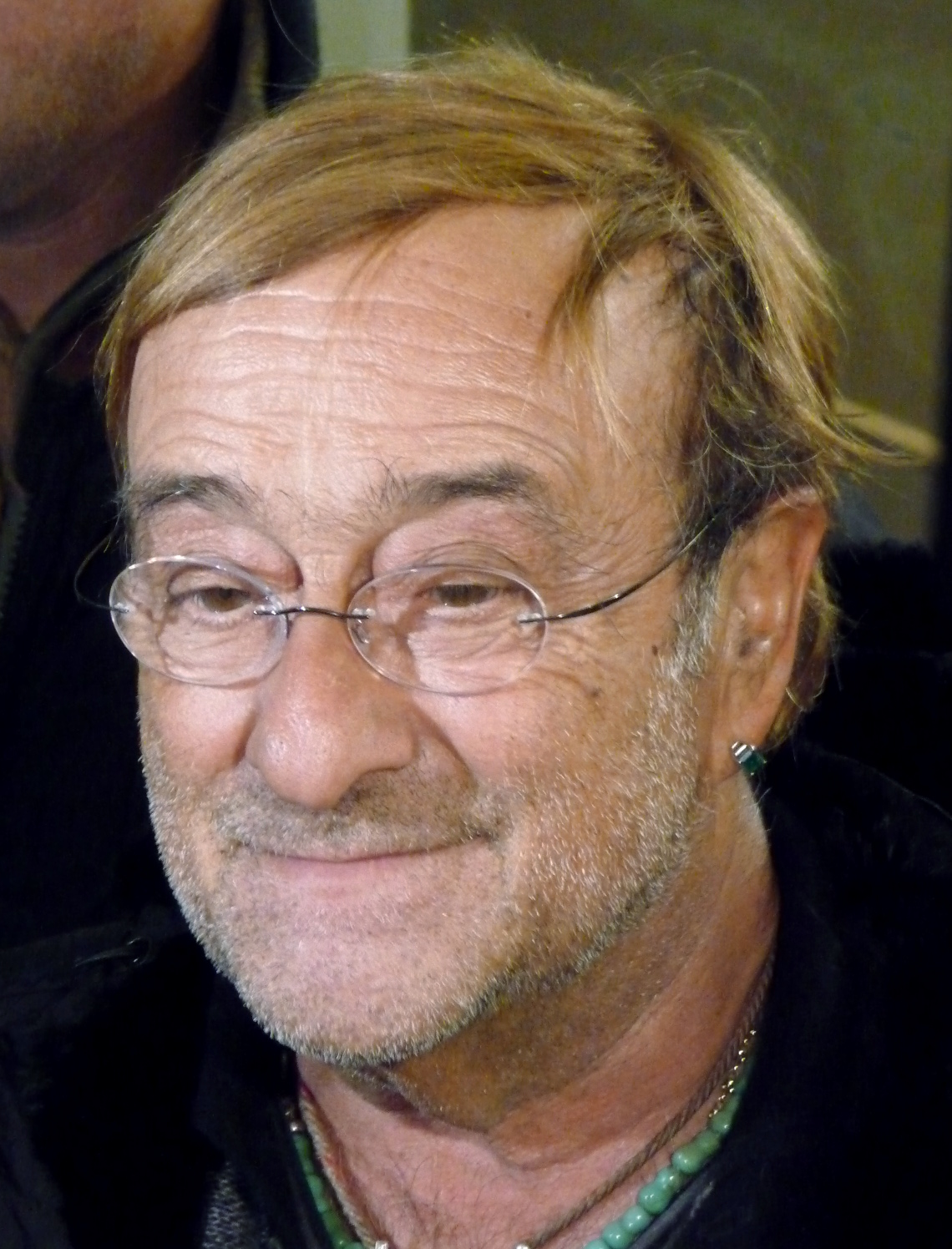
Lucio Dalla
1 maart

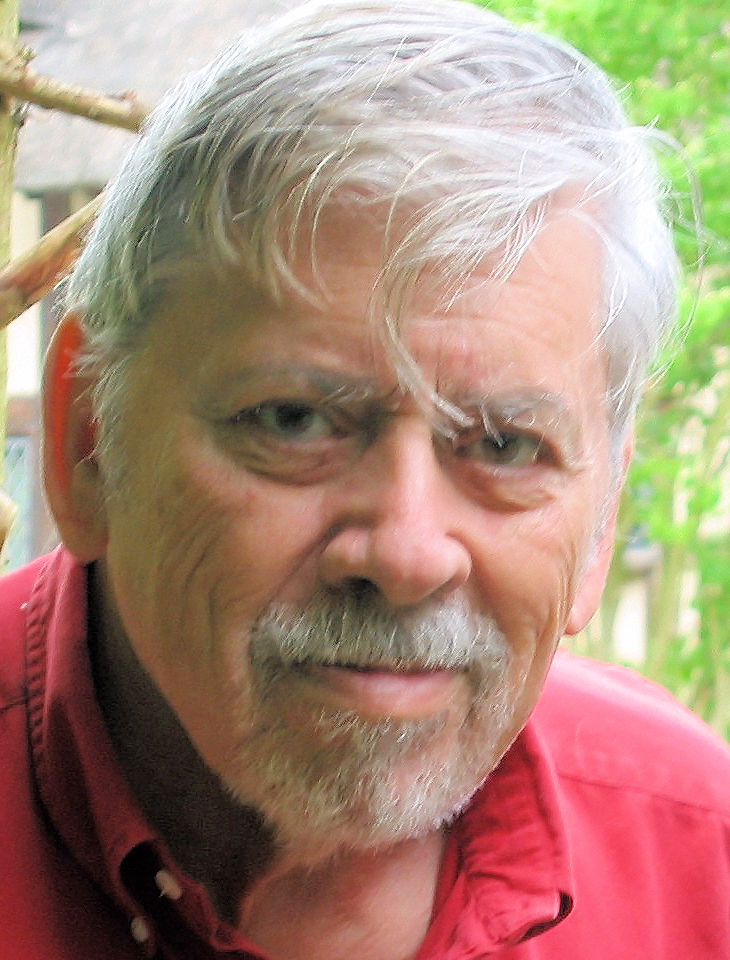
Robert Sherman
5 maart

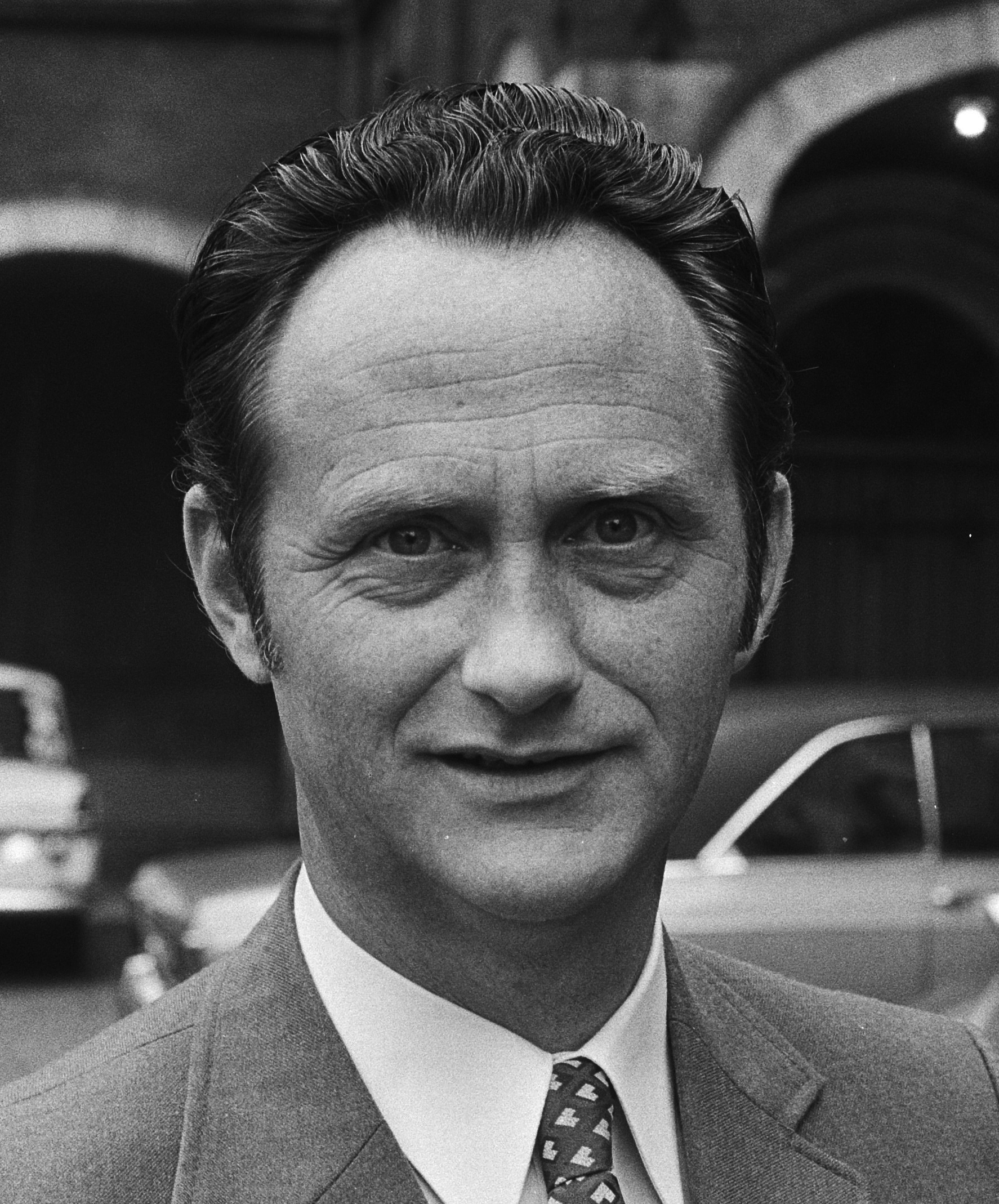
Jaap Boersma
6 maart

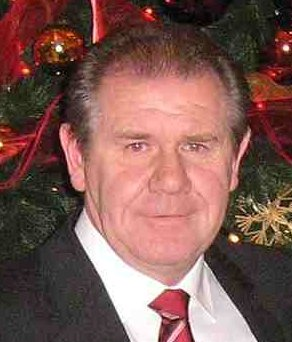
Włodzimierz Smolarek
7maart

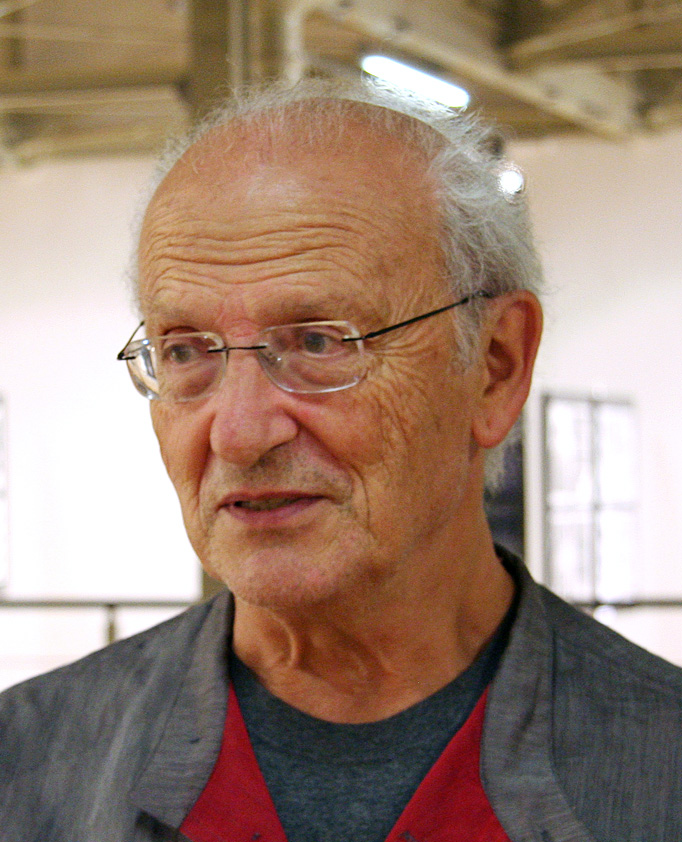
Jean Giraud
10 maart

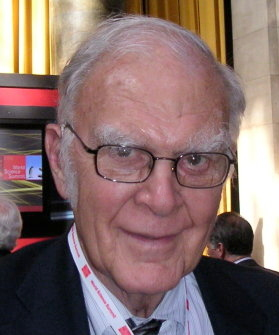
Frank Sherwood Rowland
10 maart

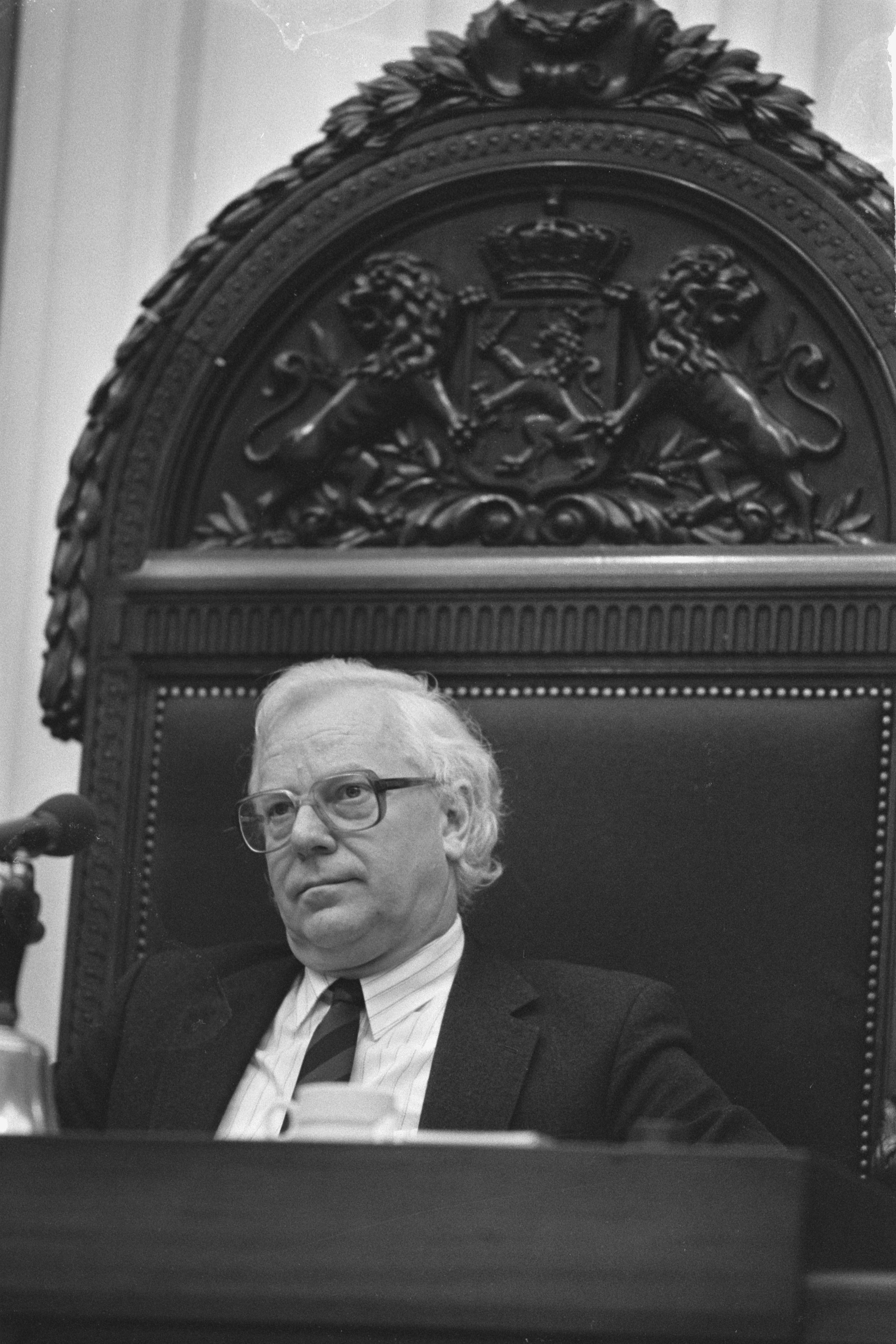
Huib Eversdijk
15 maart

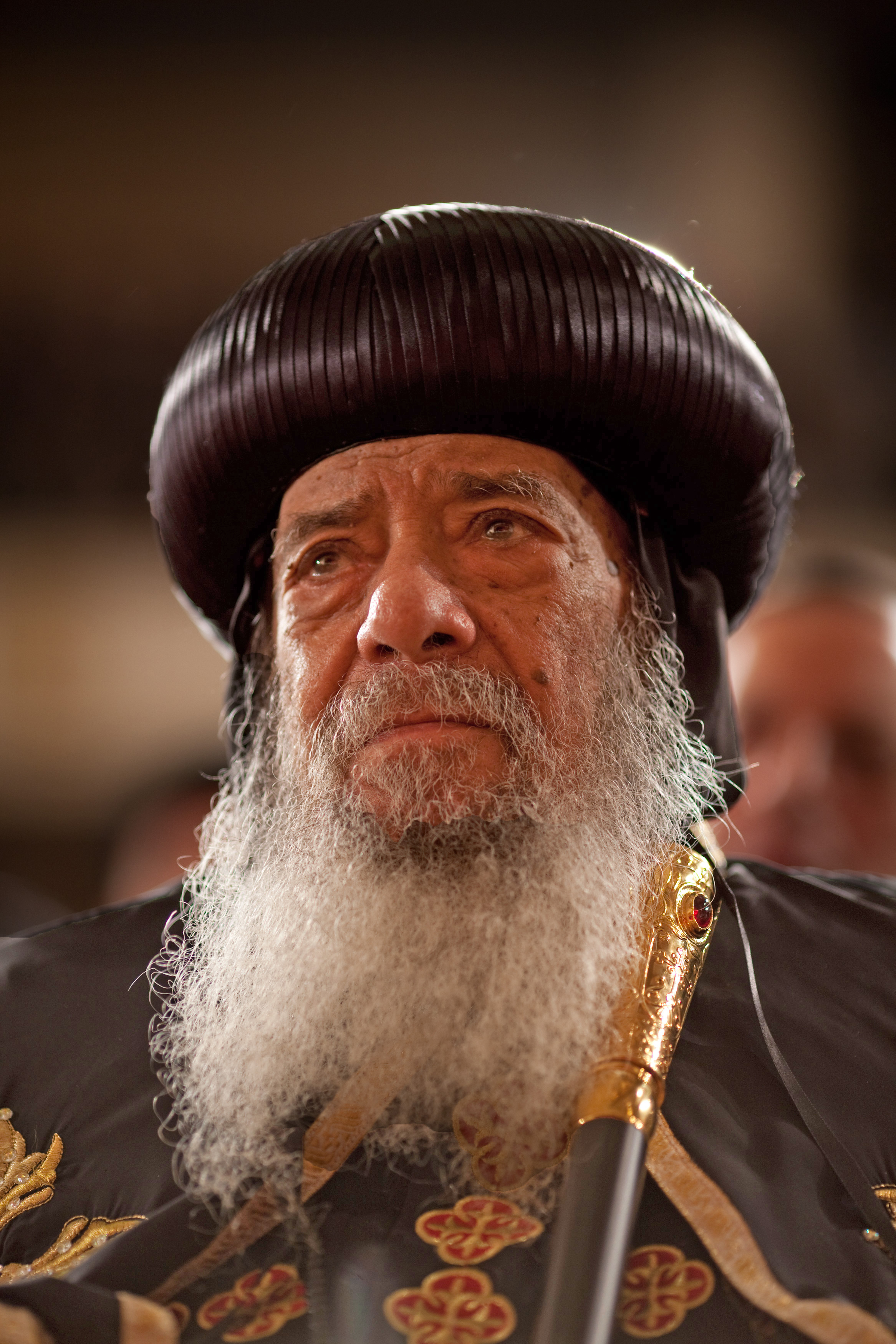
Paus Sjenoeda III van Alexandrië
17 maart

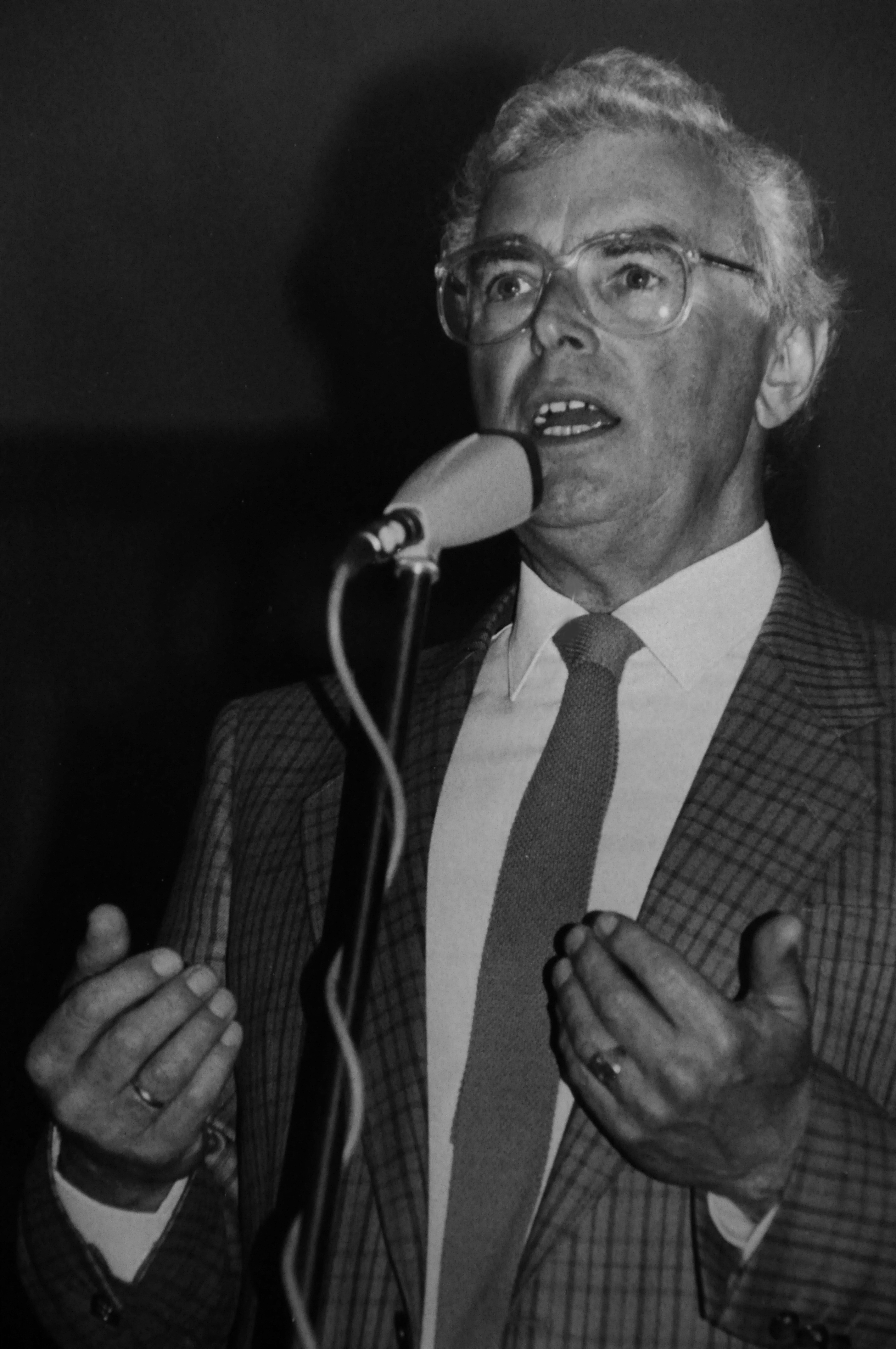
Herman Broekhuizen
20 maart

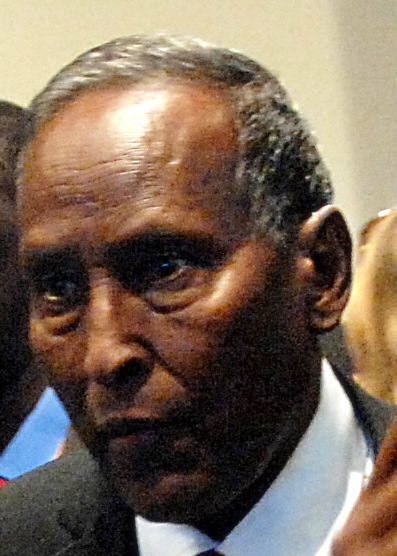
Abdullahi Yusuf Ahmed
23 maart

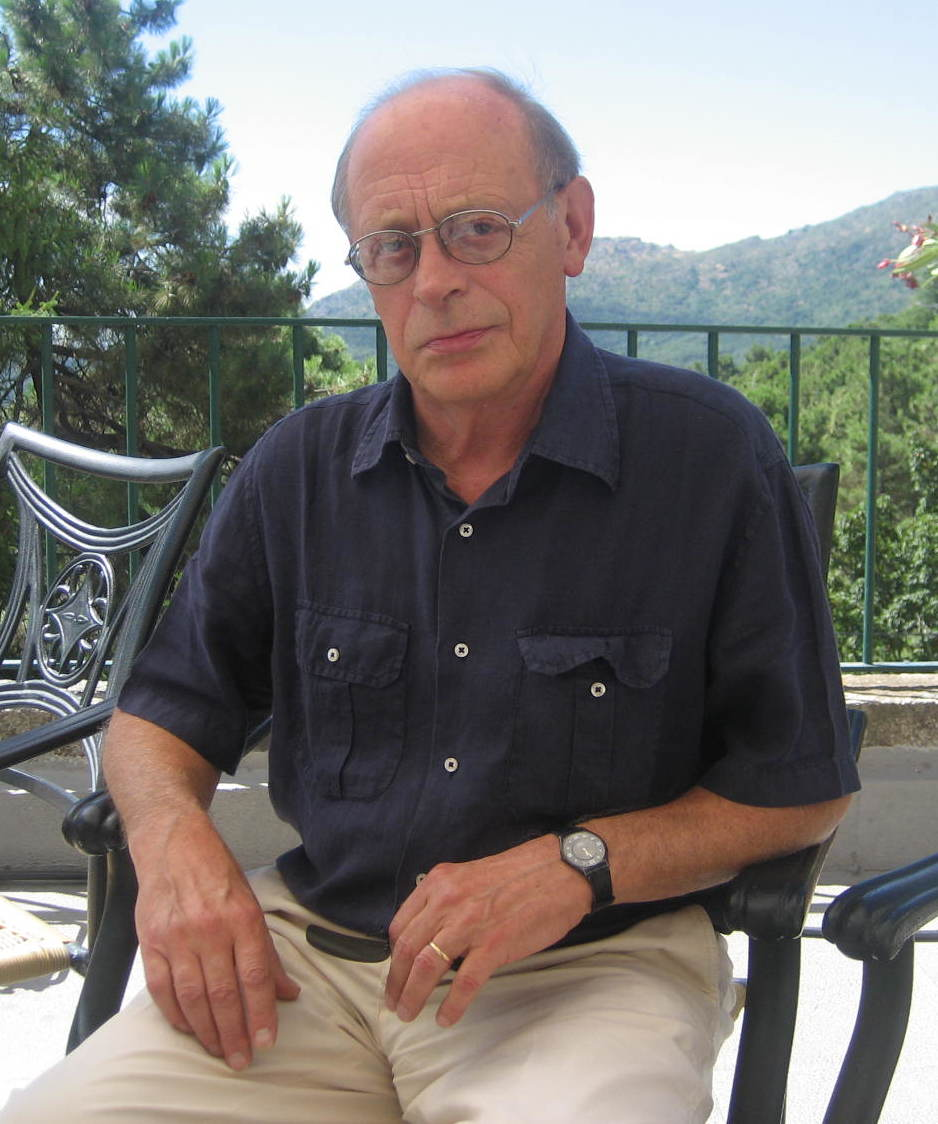
Antonio Tabucchi
25 maart

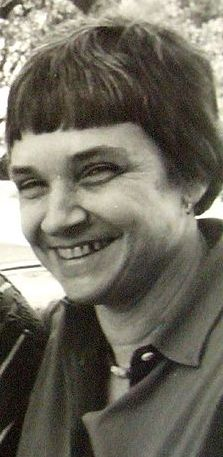
Adrienne Rich
27 maart

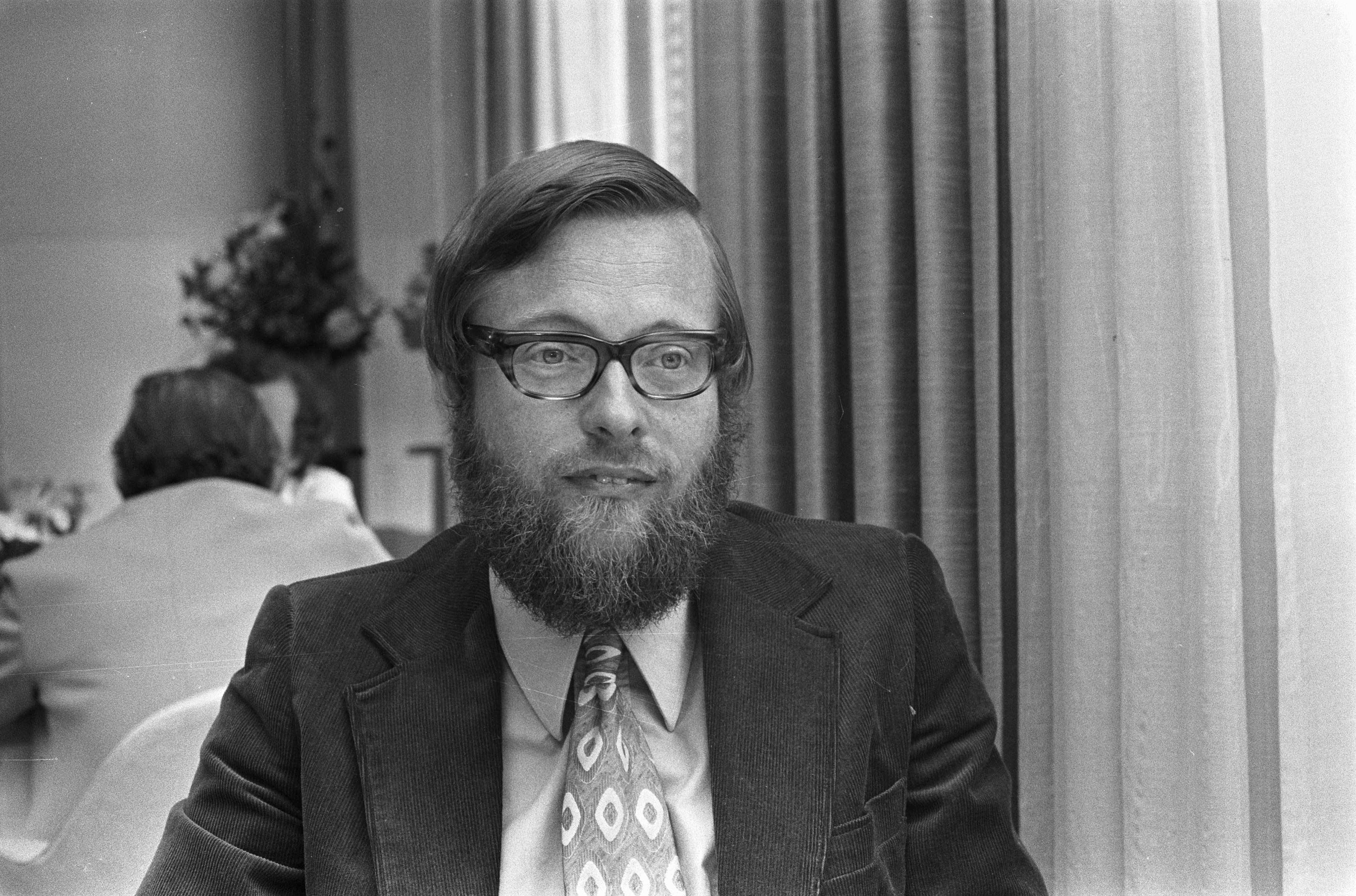
Hans van den Doel
28 maart

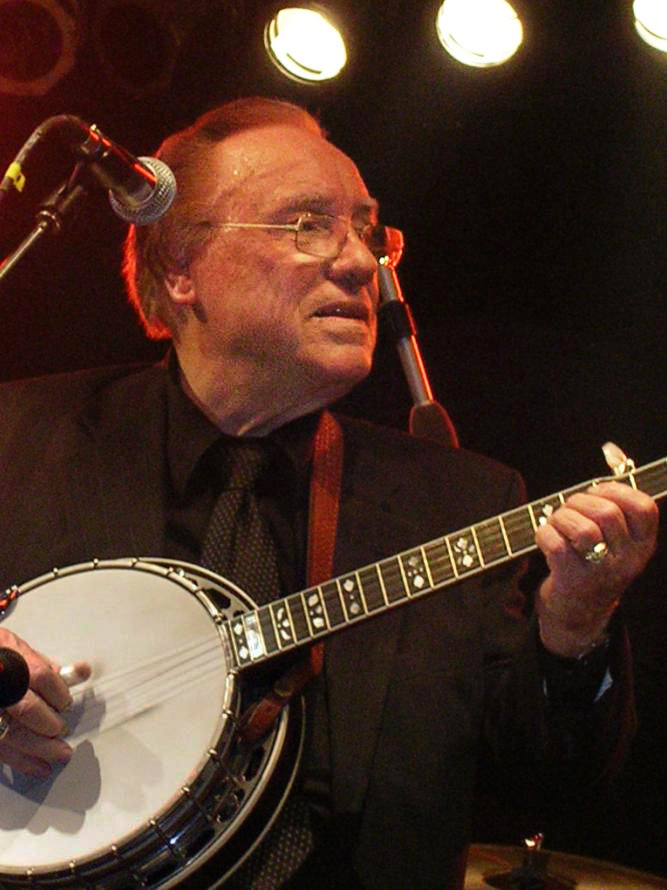
Earl Scruggs
28 maart

| 1 | 2 | 3 | 4 | 5 | 6 | 7 | 8 | 9 | 10 | 11 | 12 | 13 | 14 | 15 | 16 | 17 | 18 | 19 | 20 | 21 | 22 | 23 | 24 | 25 | 26 | 27 | 28 | 29 | 30 | 31 |
| - | - | - | - | - | - | - | - | - | -- | -- | -- | -- | -- | -- | -- | -- | -- | -- | -- | -- | -- | -- | -- | -- | -- | -- | -- | -- | -- | -- |

### 1 maart
- Alice Arden (97), Amerikaans atlete[1]
- Henryk Bałuszyński (39), Pools voetballer[2]
- Andrew Breitbart (43), Amerikaans politiek commentator[3]
- Lucio Dalla (68), Italiaans zanger, songwriter en muzikant[4]
- Mary Russell-Vick (89), Brits hockeyer[5]
- Piet Walboomers (83), Nederlands burgemeester[6]

### 2 maart
- Gerry Bridgwood (67), Brits voetballer[7]
- Ivo Coljé (61), Nederlands beeldhouwer[8]
- Nydia Ecury (86), Arubaans onderwijzeres, schrijfster, vertaalster en actrice[9]
- Doug Furnas (50), Amerikaans profworstelaar[10]
- Gérald Rinaldi (69), Frans komiek, zanger en acteur[11]
- Norman St.John-Stevas (82), Brits politicus[12]

### 3 maart
- Steve Bridges (48), Amerikaans acteur en imitator[13]
- Leonardo Cimino (94), Amerikaans acteur[14]
- Ralph McQuarrie (82), Amerikaans ontwerper en illustrator[15]
- Ronnie Montrose (64), Amerikaans rockgitarist[16]

### 4 maart
- Paul McBride (46), Brits advocaat[17]
- Henk van der Straaten (76), Nederlands ondernemer[18]
- Joan Taylor (82), Amerikaans actrice[19]

### 5 maart
- William Heirens (83), Amerikaans seriemoordenaar[20]
- Philip Madoc (77), Brits acteur[21]
- Robert Sherman (86), Amerikaans componist[22]

### 6 maart
- Marcos Alonso Imaz (78), Spaans voetballer[23]
- Francisco Xavier do Amaral (74), politicus in Oost-Timor[24]
- Jaap Boersma (82), Nederlands politicus[25]

### 7 maart
- Cris Alexander (92), Amerikaans musicalacteur[26]
- Wim Koopmans (70), Nederlands zanger[27]
- Lucia Mannucci (91), Italiaans zangeres[28]
- Félicien Marceau (98), Frans schrijver[29]
- Włodzimierz Smolarek (54), Pools voetballer[30]
- Pierre Tornade (82), Frans acteur[31]
- Herman Jacquemijns (81), Belgisch sportjournalist[32]

### 8 maart
- Simin Daneshvar (90), Iraans schrijfster[33]
- Jimmy Ellis (74), Amerikaans zanger[34]
- Henk van der Goot (80), Nederlands politicus[35]
- Charlie Hoag (81), Amerikaans basketballer[36]
- Minoru Mori (77), Japans ondernemer[37]
- Jens Petersen (70), Deens voetballer[38]
- Max de Winter (91), Nederlands chemicus[39]

### 9 maart
- Peter Bergman (72), Amerikaans komiek[40]
- Jose Tomas Sanchez (91), Filipijns kardinaal[41]

### 10 maart
- Jean Giraud (73), Frans striptekenaar[42]
- Frank Sherwood Rowland (84), Amerikaans chemicus[43]
- Nick Zoricic (29), Canadees skiër[44]
- Wim Onderstal (77), Nederlands voetballer[45]
- Ethel Winter (87), Amerikaans danseres[46]

### 11 maart
- Faith Brook (90), Brits actrice[47]
- Andrew Thompson (26), Zuid-Afrikaans acteur[48]
- Ian Turpie (68), Australisch televisiepresentator en acteur[49]
- Alex Witting (49), Oostenrijks motorracer[50]

### 12 maart
- Junus Effendi Habibie (74), Indonesisch diplomaat[51]
- Friedhelm Konietzka (73), Duits voetballer en voetbaltrainer[52]
- Michael Hossack (65), Amerikaans drummer[53]
- Gloria Sachs (85), Amerikaans modeontwerpster[54]

### 13 maart
- Michel Duchaussoy (73), Frans acteur[55]
- Moshe Yehoshua Hager (95), Israëlisch rabbijn[56]
- Grete Nordrå (87), Noors actrice[57]
- Karl Roy (43), Filipijns rockzanger[58]

### 14 maart
- Liesbeth Baarveld-Schlaman (77), Nederlands politica[59]
- Ray Barlow (85), Brits voetballer[60]
- Marcel Rohrbach (78), Frans wielrenner[61]
- Pierre Schoendoerffer (83), Frans regisseur en schrijver[62]
- Ċensu Tabone (98), Maltees politicus[63]

### 15 maart
- Bob Day (67), Amerikaans atleet[64]
- Huib Eversdijk (78), Nederlands politicus[65]
- Pepe Rubio (80), Spaans acteur[66]

### 16 maart
- Estanislau Basora (85), Spaans voetballer[67]
- Mervyn Davies (65), Brits rugbyspeler[68]
- August Stoffels (86), Belgisch politicus[69]

### 17 maart
- Patience Abbe (87), Amerikaans schrijfster[70]
- John Demjanjuk (91), Oekraïens oorlogsmisdadiger[71]
- Sjenoeda III van Alexandrië (88), Egyptisch geestelijke, paus van de Koptisch-orthodoxe Kerk[72]
- Chaleo Yoovidhya (80), Thais zakenman[73]

### 18 maart
- Haim Alexander (96), Duits componist[74]
- António Leitão (51), Portugees atleet[75]
- George Tupou V (63), koning van Tonga[76]
- Marc Hutten (82), Frans persfotograaf[77]

### 19 maart
- Pierre Draps (92), Belgisch ondernemer[78]
- Jan Gerrits (60), Nederlands radiopresentator[79]
- Abe Gerlsma (93), Nederlands kunstenaar[80]
- Ulu Grosbard (83), Amerikaans film- en theaterregisseur[81]
- Ger Lataster (92), Nederlands kunstenaar[82]

### 20 maart
- Herman Broekhuizen (89), Nederlands radiomaker en componist[83]
- Lincoln Hall (56), Australisch bergbeklimmer[84]
- Frits de Ruijter (94), Nederlands atleet[85]
- Jim Stynes (45), Australisch Australian-footballspeler[86]

### 21 maart
- Claude Duneton (77), Frans schrijver,[87]
- Jan Goossenaerts (111), oudste man van België en Europa[88]
- Robert Fuest (84), Brits regisseur[89]
- Bruno Giacometti (105), Zwitsers architect[90]
- Tonino Guerra (92), Italiaans scenarioschrijver en dichter[91]
- Maarten de Vos (70), Nederlands sportjournalist[92]

### 22 maart
- Al Ross (100), Amerikaans cartoonist[93]
- Mohammed Ibrahim Nugud (80), Soedanees politicus[94]

### 23 maart
- Abdullahi Yusuf Ahmed (77), president van Somalië[95]
- Chico Anysio (80), Braziliaans acteur en komiek[96]
- Péter Pázmándy (73), Hongaars-Zwitsers voetballer en voetbaltrainer[97]
- Rob Soetenhorst (79), Nederlands journalist[98]
- Lonnie Wright (67), Amerikaans basketballer[99]

### 24 maart
- Muhammad Iqbal Bahu (60), Pakistaans zanger[100]
- Vigor Bovolenta (37), Italiaans volleyballer[101]
- Paul Callaghan (64), Nieuw-Zeelands wetenschapper[102]
- Vincent Lovegrove (64), Australisch zanger en muziekjournalist[103]
- Marion Marlowe (83), Amerikaans zangeres en actrice[104]
- Nick Noble (85), Amerikaans zanger[105]
- Jose Prakash (86), Indisch acteur[106]
- Naji Talib (95), Iraaks politicus[107]
- Jocky Wilson (62), Brits darter[108]

### 25 maart
- Bert Sugar (74), Amerikaans boksverslaggever en auteur[109]
- Larry Stevenson (81), Amerikaans skateboardontwerper[110]
- Antonio Tabucchi (68), Italiaans schrijver[111]
- Paul Van Keer (66), Belgisch vakbondsman[112]
- Edd Gould (23), Animator uit de Verenigde Koninkrijk[113]

### 26 maart
- Philippe Bruneau (73), Frans komiek en acteur[114]

### 27 maart
- Millôr Fernandes (88), Braziliaans humorist, cartoonist en tekstschrijver[115]
- Ademilde Fonseca (91), Braziliaans zangeres[116]
- Adrienne Rich (82), Amerikaans dichteres en essayiste[117]
- Warren Stevens (92), Amerikaans acteur[118]

### 28 maart
- Aleksandr Aroetjoenjan (91), Armeens componist[119]
- Harry Crews (76), Amerikaans schrijver[120]
- Hans van den Doel (74), Nederlands politicus[121]
- Jerry McCain (81), Amerikaans bluesmuzikant, zanger en songwriter[122]
- Earl Scruggs (88), Amerikaans banjomusicus[123]

### 29 maart
- Luke Askew (80), Amerikaans acteur[124]
- Olimpia Cavalli (81), Italiaans actrice[125]
- Michael Peterson (59), Australisch surfer[126]

### 30 maart
- Kees Guijt (58), Nederlands voetballer[127]
- Barry Kitchener (64), Brits voetballer[128]
- Viktor Kositsjkin (74), Russisch schaatser[129]
- Francesco Mancini (43), Italiaans voetballer[130]
- Jorge Carpizo Mac Gregor (67), Mexicaans jurist en politicus[131]
- Zak van Niekerk (33), Zuid-Afrikaans zanger[132]

### 31 maart
- Jaap Fijnvandraat (86), Nederlands evangelist[133]
- Alberto Sughi (83), Italiaans schilder[134]

1900 ·
1901 ·
1902 ·
1903 ·
1904 ·
1905 ·
1906 ·
1907 ·
1908 ·
1909 ·
1910 ·
1911 ·
1912 ·
1913 ·
1914 ·
1915 ·
1916 ·
1917 ·
1918 ·
1919 ·
1920 ·
1921 ·
1922 ·
1923 ·
1924 ·
1925 ·
1926 ·
1927 ·
1928 ·
1929 ·
1930 ·
1931 ·
1932 ·
1933 ·
1934 ·
1935 ·
1936 ·
1937 ·
1938 ·
1939 ·
1940 ·
1941 ·
1942 ·
1943 ·
1944 ·
1945 ·
1946 ·
1947 ·
1948 ·
1949 ·
1950 ·
1951 ·
1952 ·
1953 ·
1954 ·
1955 ·
1956 ·
1957 ·
1958 ·
1959 ·
1960 ·
1961 ·
1962 ·
1963 ·
1964 ·
1965 ·
1966 ·
1967 ·
1968 ·
1969 ·
1970 ·
1971 ·
1972 ·
1973 ·
1974 ·
1975 ·
1976 ·
1977 ·
1978 ·
1979 ·
1980 ·
1981 ·
1982 ·
1983 ·
1984 ·
1985 ·
1986 ·
1987 ·
1988 ·
1989 ·
1990 ·
1991 ·
1992 ·
1993 ·
1994 ·
1995 ·
1996 ·
1997 ·
1998 ·
1999 ·
2000 ·
2001 ·
2002 ·
2003 ·
2004 ·
2005 ·
2006 ·
2007 ·
2008 ·
2009 ·
2010 ·
2011 ·
2012 ·
2013 ·
2014 ·
2015 ·
2016 ·
2017 ·
2018 ·
2019 ·
2020 ·
2021 ·
2022 ·
2023 ·
2024 ·
2025